# Johannes von Parma
Johannes von Parma (* um 1208 in Parma; † 19. März 1289 in Camerino) war der achte Generalminister des Franziskanerordens. 

## Leben
Mit 25 Jahren trat Johannes von Parma unter dem Generalat des Bruders Elias von Cortona dem Orden bei. In den Konventen von Bologna und Neapel lehrte er Theologie und Philosophie. Als theologischer Berater nahm er 1245 am Ersten Konzil von Lyon teil. Im selben Jahr wurde er als Nachfolger des jüngst verstorbenen großen Franziskanertheologen Alexander von Hales nach Paris berufen.
1247 wählte das Generalkapitel des Ordens in Lyon ihn zum Generalminister. 1248 leitete er in Oxford ein Provinzialkapitel der englischen Franziskaner. In England traf er mit Heinrich III. zusammen. Auf dem Provinzialkapitel von Sens begegnete er dem französischen König, Ludwig IX.
1249 bemühte sich Johannes bei einem Generalkapitel in Metz im Armutsstreit zwischen den Brüdern zu vermitteln, die unter Berufung auf Franz von Assisi am Gebot der absoluter Armut festhielten, und der Mehrheit der Konventualen, die die seit dem Tode des Gründers erfolgten Entwicklungen des Ordens verteidigten. Im selben Jahr sandte ihn der Papst Innozenz IV. als Legaten nach Griechenland zu Kaiser Johannes III. Dukas Vatatzes. 1254 vermittelte Johannes zusammen mit Humbert de Romans, dem Generalmeister der Dominikaner, an der Universität Paris im Mendikantenstreit um die Lehrstühle der Bettelorden.
Johannes war ein Anhänger des Abtes Joachim von Fiore. Innerhalb des Ordens suchte er den ursprünglichen Idealen des hl. Franziskus wieder Geltung zu verschaffen. Auch die päpstlichen Erklärungen der Ordensregel hielt er für überflüssig und ließ allein das Testament des Franziskus als Kommentar zur Regel gelten. Das brachte ihn in Gegensatz zur päpstlichen Kurie. 1257 zwang ihn Alexander IV. auf dem Generalkapitel in Rom zum Rücktritt und zum Verzicht auf die Wiederwahl, die von der Mehrheit der Delegierten gewünscht wurde. Johannes selbst empfahl Bonaventura von Bagnoregio, als seinen Nachfolger. Im Anschluss wurden zwei der engsten Anhänger des Johannes von Parma, Gerhard und Leonhard, zu lebenslangem Kerker verurteilt.
Dann wurde Johannes selbst der Prozess gemacht. In Città della Pieve wurde er von einer Kommission verhört, unter Vorsitz des Kardinals Giovanni Gaetani Orsini, dem späteren Papst Nikolaus III., und unter Einbindung Bonaventuras. Vor der Verurteilung bewahrte ihn das Eintreten des Kardinals Otto Bonus Fieschi, des Neffen des früheren Papstes Innozenz IV., der später selbst als Hadrian V. für kurze Zeit Papst wurde. Johannes durfte sich in den kleinen Konvent Greccio bei Rieti zurückziehen, wo er 30 Jahre lang ein kontemplatives Leben führte.
Im Alter von 80 Jahren wollte er sich noch auf eine Missionsreise nach Asien begeben. Er kam aber nur noch bis Camerino, wo er am 19. März 1289 starb.

## Seligsprechung
1777 wurde Johannes von Parma seliggesprochen.